# Foho Bupepuhan
Der Foho Bupepuhan (kurz Bupepuhan) ist ein Berg in der osttimoresischen Gemeinde Bobonaro. Er liegt im Norden des Sucos Leolima (Verwaltungsamt Balibo), im Zentrum der Aldeia Duaderoc und hat eine Höhe von 450 m. Östlich liegt der Foho Beuno, südwestlich der Samono, der höchste Berg des Sucos.